# Dhanote
Dhanote ou Dhanot (en ourdou : دهنوٹ) est une ville pakistanaise située dans le district de Lodhran, dans le sud de la province du Pendjab. C'est la quatrième plus grande ville du district. Elle est située à seulement vingt kilomètres au nord de Bahawalpur.
La population de la ville a augmenté de près de 50 % entre 1998 et 2017 selon les recensements officiels, passant de 16 100 habitants à 24 143. La croissance annuelle moyenne s'affiche à 2,1 %, un peu inférieure à la moyenne nationale de 2,4 %. Selon le recensement de 2023, la population de la ville monte à 30 328 habitants.
|            | 1998 (rec.) | 2017 (rec.) | 2023 (rec.) |
| ---------- | ----------- | ----------- | ----------- |
| Population | 16 100      | 24 143      | 30 328      |